# Little Bart
Little Bart, även kallad Bart Junior eller Bart the Bear II, född 2000 i Alaska, USA, är en Kodiakbjörn som medverkat i ett flertal Hollywood-filmer och TV-serier. Han är precis som sin företrädare Bart the Bear (1977–2000) tränad och dresserad av Doug Seus. 

## Filmografi
- 2001 – Dr. Dolittle 2
- 2004 – Without a Paddle
- 2005 – CSI: Crime Scene Investigation (TV-serie)
- 2005 – En dag i livet
- 2005 – Scrubs (TV-serie)
- 2007 – Into the Wild (film)
- 2013 – Game of Thrones (TV-serie)

- 2015 - Into the Grizzly Maze (film)